# Borodinó (Krasnoiarsk)
Borodinó (en rus Бородино) és una ciutat del krai de Krasnoiarsk, a Rússia. Es troba a 186 km al nord-est de Krasnoiarsk.